# 湯河原新道
湯河原新道（ゆがわらしんどう）とは、神奈川県足柄下郡湯河原町内を走るかつて存在した有料道路である。現在、この有料道路を前身とする町道には「湯河原新道」「オレンジライン」の通称・愛称がある。

## 地理及び道路の状況

### 地理
並行する県道が千歳川に沿って湯河原温泉の温泉街の中を通過するのに対し、当路線は温泉街を迂回するために温泉街の裏手を高巻きして通過するルートをとっている。

### 道路の状況
湯河原市街地において、湯河原と箱根を結ぶ県道湯河原箱根仙石原線のバイパス的位置づけとなっている。海側の起点付近から大きなヘアピンカーブを描きながら一気に高度を稼ぐ。山腹に至ると緩やかな勾配は続くものの、山側の終点までルートはほぼ直線状であり快適に走行できる。
有料道路時代は一般自動車道であったため一部車両等の通行が規制されていたが、無料開放後は特に通行規制はない。また沿道にみかん畑が多いことにちなみ、無料開放後にオレンジラインという愛称が付けられた。

## 概要
1987年（昭和62年）の無料開放後は、湯河原町道として湯河原町が管理を行っている。
なお、有料道路時代の路線概要は次の通りである。
- 延長：3.54km
- 起点：神奈川県足柄下郡湯河原町宮下字丸山568のイ号（湯河原町道交点）
- 終点：神奈川県足柄下郡湯河原町宮上字シキヲ775の1（主要地方道 湯河原箱根仙石原線交点）
- 道路の区分：第3種第4級
- 幅員：7.5m
- 設計速度：60km/h
- 根拠法令：道路運送法（一般自動車道事業）
- 事業者：財団法人（当時）神奈川県道路公社

## 沿革
県道湯河原箱根仙石原線の湯河原温泉街の区間は道幅が狭い上にカーブも多く、観光客の交通安全確保や交通混雑が問題となっていた。そこでこれらの問題を解決すべく温泉街を迂回するバイパス道路が計画され、神奈川県道路公社により着工、1968年（昭和43年）春に道路運送法に基づく一般自動車道事業による有料道路として供用開始された。
しかし通行車両が計画通行量を大きく下回り収支が悪化、また地元の湯河原町から沿道の土地開発を行う意向が示されたため、1987年（昭和62年）春に有料道路としての営業を終了し、県道路公社から同町に道路資産を有償譲渡することにより同町へ移管、無料開放された。このときの譲渡額は16億5,200万円であった。
なお、営業終了時の通行料金は以下の通りである。
原付・自動二輪車：50円／軽・小型・普通自動車：100円／マイクロバス：200円／大型車：400円

### 年表
- 1964年（昭和39年）11月25日：神奈川県道路公社が国から事業免許を取得。
- 1965年（昭和40年）：着工。
- 1968年（昭和43年）4月1日：一般自動車道事業による有料道路として供用開始。
- 1987年（昭和62年）3月30日：有料道路としての営業を終了。
- 1987年（昭和62年）3月31日：神奈川県道路公社から湯河原町へ有償譲渡され、町道として無料開放。

## 主な道路施設

### 料金所
有料道路時代には、起点から1.5km付近に1ブース2レーンの料金所が設けられていた。円形の屋根を持つ施設だった。

### トンネル
- 大平隧道（延長：約100m）
- 若草山隧道（延長：約300m）